# Wojewódzki Urząd Bezpieczeństwa Publicznego w Koszalinie
Wojewódzki Urząd Bezpieczeństwa Publicznego w Koszalinie (WUBP Koszalin) – jednostka terenowa Ministerstwa Bezpieczeństwa Publicznego, funkcjonująca na terenie województwa koszalińskiego w latach 1950–1954.
Siedziba WUBP mieściła się w Koszalinie przy ulicy Lampego (obecnie Andersa).  W latach 1950–1956 WUBP w Koszalinie podlegały PUBP/PUds.BP: w Białogardzie, Bytowie, Człuchowie, Drawsku Pomorskim, Kołobrzegu, Sławnie, Słupsku, Szczecinku, Wałczu i Złotowie.

## Kierownictwo (szefostwo) WUPB w Koszalinie
Kierownicy (szefowie):
- ppłk Leonard Siwanowicz (1950–1951)[2].
- kpt Kazimierz Małkiewicz (p.o. szefa WUBP 1951-1953)[3]
- Stanisław Imiołek (p.o. szefa WUPB/WUdsBP 1953-1956)[4]

## Jednostki podległe
- PUBP w Białogardzie (do 1950 podlegał WUBP w Szczecinie).
  - Kierownik (szef):

- PUBP w Bytowie.
  - Kierownik (szef):

- PUBP w Człuchowie.
  - Kierownik (szef):

- PUBP w Drawsku Pomorskim (do 1950 podlegał WUBP w Szczecinie).
  - Kierownik (szef):

- PUBP w Kołobrzegu (do 1950 podlegał WUBP w Szczecinie).
  - Kierownik (szef):

- PUBP w Koszalinie (do 1950 podlegał WUBP w Szczecinie).
  - Kierownik (szef):

- PUBP w Sławnie (do 1950 podlegał WUBP w Szczecinie).
  - Kierownik (szef):

- PUBP w Słupsku
  - Kierownik (szef):

- PUBP w Szczecinku (do 1950 podlegał WUBP w Szczecinie).
  - Kierownik (szef):

- PUBP w Wałczu (do 1950 podlegał WUBP w Szczecinie).
  - Kierownik (szef):

- PUBP w Złotowie.
  - Kierownik (szef):